# Kealiiokaloa
Kealiiokaloa (havajski Kealiʻiokaloa) (1500. – 1545.) bio je kralj otoka Havaji.
Kealiʻiokaloa je bio najstariji sin kralja ʻUmija i njegove polusestre-žene Kapukini. Naslijedio je svojeg oca na vlasti.
Njegove su supruge bile Makua i Heluʻanuʻu. Imao je sina Kukailanija i kćer Kaohukiokalani te je bio djed kraljice Kaikilani.
Tijekom vladavine Kealiʻiokaloe na Havaje je stigao brod koji su Havajci prozvali Konaliloha; na njemu je bio bijeli čovjek, zajedno sa svojom sestrom. Havajci su tog čovjeka prozvali Kukanaloa.
Kealiʻiokalou je svrgnuo mlađi brat Keawenuiaumi.